# Rhipidolestes pallidistigma
Rhipidolestes pallidistigma là loài chuồn chuồn trong họ Megapodagrionidae. Loài này được Fraser mô tả khoa học đầu tiên năm 1926.